# Волояк (комуна)
Волояк (рум. Voloiac) — комуна у повіті Мехедінць в Румунії. До складу комуни входять такі села (дані про населення за 2002 рік):
- Валя-Буне (454 особи)
- Волойчел (105 осіб)
- Волояк (584 особи)
- Котороая (495 осіб)
- Лак (183 особи)
- Руптура (92 особи)
- Сперлешть (113 осіб)
- Цициріджі (75 осіб)

Комуна розташована на відстані 238 км на захід від Бухареста, 34 км на схід від Дробета-Турну-Северина, 66 км на північний захід від Крайови.

## Населення
За даними перепису населення 2002 року у комуні проживала 2101 особа. Усі жителі комуни рідною мовою назвали румунську.
Національний склад населення комуни:
| Національність | Кількість осіб | Відсоток |
| -------------- | -------------- | -------- |
| румуни         | 2100           | > 99,9%  |
| угорці         | 1              | < 0,1%   |

Склад населення комуни за віросповіданням:
| Релігія            | Кількість осіб | Відсоток |
| ------------------ | -------------- | -------- |
| православні        | 1986           | 94,5%    |
| баптисти           | 46             | 2,2%     |
| п'ятдесятники      | 27             | 1,3%     |
| бретрени           | 23             | 1,1%     |
| адвентисти         | 8              | 0,4%     |
| лютерани           | 5              | 0,2%     |
| римо-католики      | 2              | 0,1%     |
| реформати          | 1              | < 0,1%   |
| не вказали релігію | 2              | 0,1%     |